# Lay Your Hands on Me
«Lay Your Hands on Me» — literalmente en español: Recuesta Tus Manos Sobre Mi — es una canción de la banda de rock Bon Jovi. La canción fue publicada como cuarto sencillo oficial de New Jersey el 1 de agosto de 1989, por Mercury Records. La canción llegó al séptimo puesto del Billboard Hot 100 en los Estados Unidos, convirtiéndolo en el cuarto top 10 del álbum. El sencillo también alcanzó el puesto 20 en el Mainstream Rock Tracks. La canción fue compuesta por Jon Bon Jovi y Richie Sambora.

## Estructura
La duración de la canción es de cinco minutos y cincuenta y nueve segundos en su versión original del álbum, con un extenso intro de un minuto y treinta y seis segundos donde se escucha una base rítmica de la batería de Tico Torres y el teclado de David Bryan, mientras la multitud canta: "hey!". Posteriormente, la canción da inicio en su estilo hard rock característico, llenada con ruidosos sonidos de guitarra por Richie Sambora, para seguir con el canto de Jon Bon Jovi. El mismo cantante admitió que es una de las pocas canciones de la banda que fue escrita a partir del sonido de guitarra. La canción fue escrita mientras las sesiones de New Jersey comenzaban.

## Presentaciones en vivo
En los conciertos, Richie usa una guitarra eléctrica de doble mástil, como se puede observar en los DVD Live From London (1995) y The Crush Tour (2000).

## This Left Feels Right
La banda realizó una versión acústica de la canción para el álbum This Left Feels Right (2003).

## Posicionamiento
| Lista (1988)                            | Mejor posición |
| --------------------------------------- | -------------- |
| Australia (ARIA)                        | 23             |
| Bélgica (Flandes) (Ultratop 50)         | 31             |
| Estados Unidos (Billboard Hot 100)      | 7              |
| Estados Unidos (Mainstream Rock Tracks) | 20             |
| Nueva Zelanda (Recorded Music NZ)       | 8              |
| Reino Unido (UK Singles Chart)          | 18             |
| Suiza (Schweizer Hitparade)             | 16             |

## Miembros
- Jon Bon Jovi - voz
- Richie Sambora - guitarra y coros
- David Bryan - teclados y coros
- Tico Torres - batería y percusión
- Alec John Such - bajo y coros